# Parafia Najświętszego Zbawiciela w Pleszewie
Parafia Najświętszego Zbawiciela w Pleszewie – parafia rzymskokatolicka należąca do dekanatu Pleszew diecezji kaliskiej. Została utworzona 29 marca 1978. Kościół parafialny poewangelicki został wybudowany w latach 1844–1848 w stylu  klasycystycznym (tzw. styl okrągłego łuku). Mieści się przy alei Wojska Polskiego.